# Dieter Crumbiegel

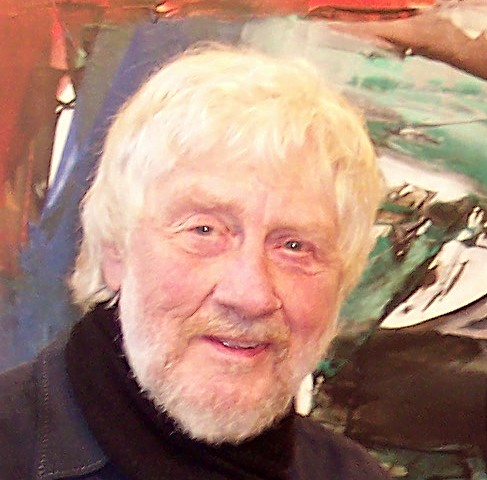
Dieter Crumbiegel, 2016

Dieter Crumbiegel (* 6. Juni 1938 in Essen) ist ein deutscher Künstler (Malerei, Keramik) und Hochschullehrer.

## Leben

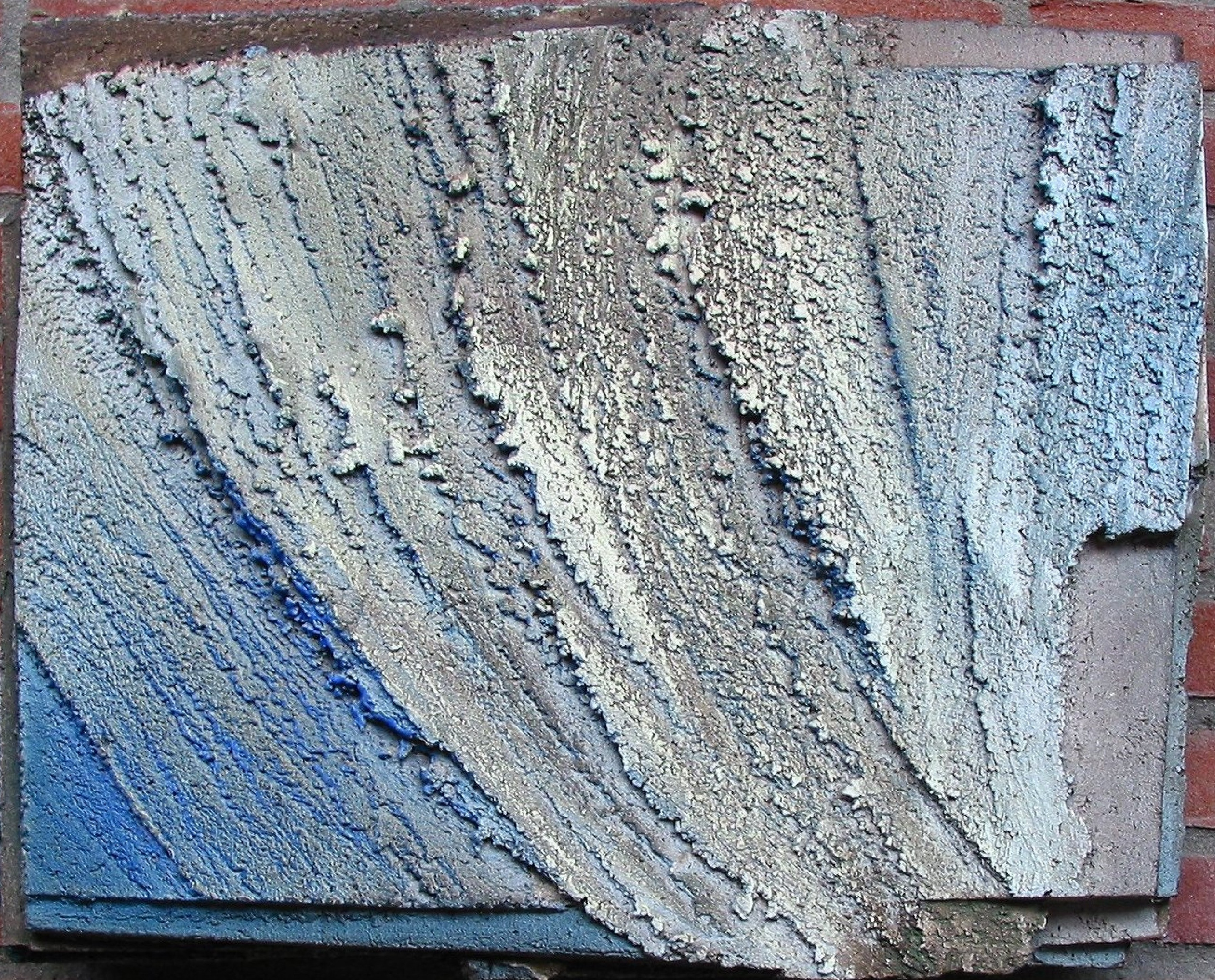
Dieter Crumbiegel, Relief, Steinzeug mit farbigen Engoben, H 44 cm, B 59 cm, 1983

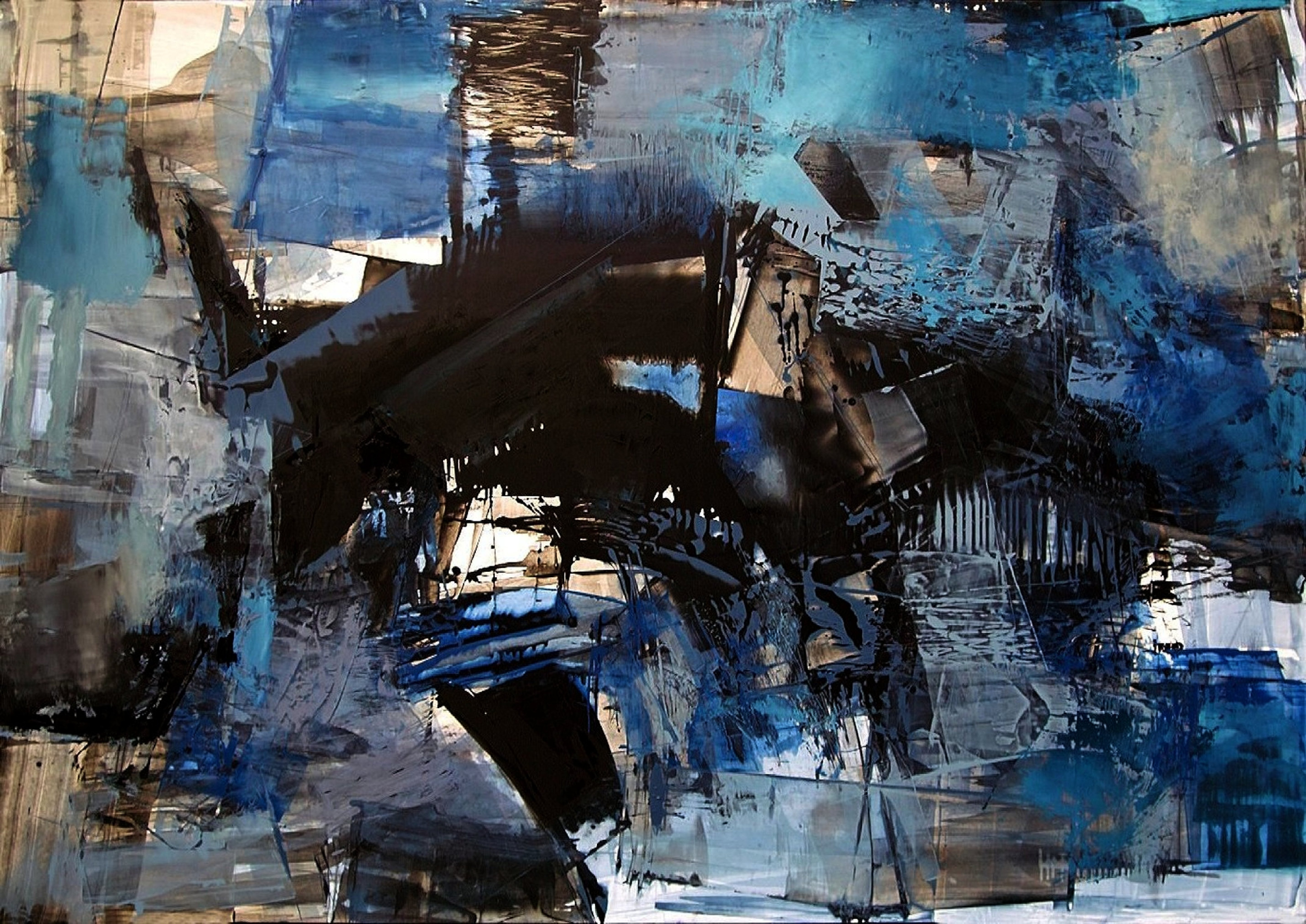
Dieter Crumbiegel: Bild 11–14, 140 × 200 cm, 2018

Dieter Crumbiegel machte sein Abitur 1957 am altsprachlichen Burggymnasium Essen. Anschließend studierte er von 1957 bis 1961 Malerei an der Staatlichen Hochschule für Bildende Künste in Kassel  bei Fritz Winter und Marie-Louise von Rogister, Keramik bei Walter Popp, Kunsttheorie und Kunstsoziologie bei Stephan Hirzel und Georg Hoeltje sowie Kunstgeschichte und Kunstpädagogik bei Ernst Röttger. Während des Studienjahres 1958/1959 erhielt er ein Ferienstipendium der Max Beckmann Gesellschaft und verbrachte einige Zeit im Haus Liliamor bei deren Gründerin Lilly von Mallinckrodt-Schnitzler in Murnau. 1959 erhielt er ferner das Stipendium der Studienstiftung des deutschen Volkes. Crumbiegel beendete seine Studien 1961 mit dem 1. Staatsexamen.
Nach dem 2. Staatsexamen 1964 war Crumbiegel zusammen mit Robert Sturm am pädagogischen Fachinstitut in Fulda Dozent für die Ausbildung von Kunst- und Werkerziehern an allgemeinbildenden Schulen mit dem Ausbildungsschwerpunkt Aufbau von Gefäßkeramiken. Im Jahr 1971 übernahm er die Klasse für Plastik und Architekturkeramik an der Staatlichen Fachschule für Keramik-Gestaltung in Höhr-Grenzhausen. Von 1979 bis 2001 war er Professor an der Hochschule Niederrhein in Krefeld im Fachbereich Design, Studienrichtung Keramik/Porzellan/Glas-Design. Im Jahr 1979 wurde Crumbiegel zum Mitglied der Académie Internationale de la Ceramique (AIC) / International Academy of liamorCeramic in Genf ernannt. Die deutschen Mitglieder der AIC schlossen sich 1983/1984 zur Gruppe 83 – Deutsche Keramiker zusammen, in der er 1986 selbst Mitglied wurde.
Crumbiegel begründete die „Krefelder Schule für Keramik/Design“ als Fortsetzung der Kasseler Schule für Keramik seines Lehrers Walter Popp, aus der Künstler und Designer wie beispielsweise Frank Louis hervorgingen. 1983 wurde er als Supervisor an die Helwan-Universität in Gizeh/Kairo berufen. Ab 1971 hielt er Vorträge über neue Tendenzen der keramischen Kunst im Hetjens-Museum Düsseldorf.
In der Zeit von 1969 bis 1978 war er Mitglied in verschiedenen Preisvergabe-Jurys wie beispielsweise in der Jury des Richard-Bampi-Preises der Gesellschaft der Keramikerfreunde, der Jury des Preises der Frechener Kulturstiftung und auch in der Wettbewerbsleitung zum Staatspreis des Landes Berlin. Zwischen 1975 und 1978 war er Mitglied in der ständigen Jury der Arbeitsgemeinschaft des Deutschen Kunsthandwerks und verlieh 1977 den Preis der Deutschen Kunsthandwerker.
Im Jahr 1984 beendete Crumbiegel seine künstlerische Arbeit auf dem Gebiet der keramischen Kunst und begann eine Laufbahn in der Malerei. 1992 begründete er mit seiner Frau Marlies Seeliger-Crumbiegel in Heinsberg das Atelier für Malerei, Keramik- und Glas-Design. Von 1979 bis 1985 gewannen beide die Wettbewerbe „Kunst am Bau“ der Staatshochbauämter Bonn und Emden. Weiter führten sie ihre Entwürfe aus für das Institut für Mathematik und Datenverarbeitung Schloss Birlinghoven, Bonn, das Gemeindezentrum der Stadt Wirges/Westerwald, die Wasserkontrollstation Bad Honnef, das Amtsgericht Siegburg, das Arbeitsamt Köln sowie die Marine-Station Borkum.
Die Aktualität der Keramik-Kunst von Crumbiegel zeigt sich in der Keramik-Ausstellung Shapes from Out of Nowhere. Ceramics from Robert A. Ellison Jr. Colle im Metropolitan Museum of Art in New York City im Jahr 2021, in der er mit einem Exponat vertreten war.
2012 starb Marlies Seeliger-Crumbiegel in Heinsberg. Dieter Crumbiegel stiftete zu ihrem Andenken den Marlies-Seeliger-Crumbiegel Kunstpreis.
Crumbiegel ist Mitglied im Bundesverband Bildender Künstlerinnen und Künstler, BBK Aachen/Euregio e. V. Als Mitglied des Künstler-Forums Schloss Zweibrüggen e. V. in Übach-Palenberg war Crumbiegel von 2014 bis Frühjahr 2019 dessen Vorsitzender.
Crumbiegel lebt und arbeitet in Heinsberg/Rheinland.

## Ausstellungen (Auswahl)
Seit 1961 bestreitet Crumbiegel Einzel- und Gruppenausstellungen keramischer Objekte in West und Ostdeutschland, Belgien, CSFR, Frankreich, Italien, Australien, Neuseeland, Schweiz, Spanien, Ungarn und Taiwan.
Seit 1985 war er auf Einzel- und Gruppenausstellungen in Malerei vertreten:
- Galerie Blaeser, Düsseldorf[7]
- Galerie Samuelis Baumgarte, Bielefeld[8]
- Galerie Schloss Mochental, Ewald Schrade

Kunstmessen:
- Art Cologne, Köln,
- ART.FAIR, Köln
- Kunst direkt, Rheingoldhalle (Mainz)
- Art Karlsruhe, Karlsruhe

## Arbeiten in öffentlichen Sammlungen
- Kunstgewerbemuseum Berlin
- Kunstsammlung der Veste Coburg
- Hessisches Landesmuseum Darmstadt
- Museum für moderne Keramik, Deidesheim
- Hetjens-Museum Düsseldorf
- Internationales Keramikmuseum, Faenza
- Keramikmuseum Keramion, Frechen
- Kestner-Museum, Hannover
- Keramikmuseum Westerwald, Höhr-Grenzhausen
- Badisches Landesmuseum, Karlsruhe
- Museum für Angewandte Kunst Köln
- Grassi Museum für Angewandte Kunst, Leipzig
- Rheinisches Museum, Mainz
- Universitätsmuseum, Marburg
- Städtisches Museum, Osnabrück
- Forum Schloss Clemenswerth, Sögel
- Württembergisches Landesmuseum, Stuttgart
- Museum of fine Arts, Taipeh
- Museo de Ceramica, Valencia
- Museum Bellerive, Zürich
- Metropolitan Museum of Art, New York City, USA
- Museum of Fine Arts, Houston, Texas, USA

## Preise
- 1974: Staatspreis des Landes Rheinland-Pfalz
- 1975: Erster Preis im Wettbewerb „Deutsche Keramik 75“[9]

## Veröffentlichungen
- Kunst am Bau – ein soziales Alibi? Katalog Berlin-Pavillon, 1975.
- Gefässkeramik, Keramische Plastik und Zeichnungen, Kulturgeschichtliches Museum Osnabrück, Osnabrück 1977
- Arbeiten von 1961 bis heute; Keramikmuseum Westerwald, Dt. Sammlung für Histor. u. Zeitgenöss. Keramik, Höhr-Grenzhausen 1988
- Robert Sturm: Rede Dieter Crumbiegel anlässlich der Eröffnung der Ausstellung Robert Sturm im KERAMION (22. Mai bis 28. August 2016), KERAMOS Heft 232, Seite 65-74, 2016
- sowie weitere zahlreiche Fachartikel in Ausstellungskatalogen